# Masahiko Kōmura

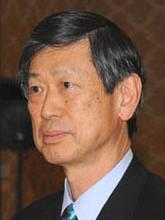
Masahiko Kōmura, 2008

Masahiko Kōmura (jap. 高村 正彦, Kōmura Masahiko; * 15. März 1942 in Shūnan in der Präfektur Yamaguchi) ist ein japanischer Politiker der Liberaldemokratischen Partei (LDP). Innerhalb der Partei führte er zunächst gemeinschaftlich, dann alleine von 2000 bis 2012 die Kōmura-Faktion. Von 1980 bis 2017 war er für zwölf Wahlperioden Abgeordneter aus Yamaguchi im Unterhaus, ab den 1990er Jahren gehörte er mehrfach der Regierung an, erstmals von 1994 bis 1995 als Wirtschaftsplanungsminister im Kabinett Murayama. Von 2012 bis 2018 war er stellvertretender Parteivorsitzender.

## Leben
Kōmura ist der Sohn des Unterhausabgeordneten Sakahiko Kōmura. Er studierte wie sein Vater Rechtswissenschaft an der Chūō-Universität. Seit 1980 ist er Abgeordneter des Unterhauses im Wahlkreis seines Vaters (früher 2., heute 1. Wahlkreis der Präfektur Yamaguchi) und wurde seitdem achtmal wiedergewählt. Seit 1994 gehörte Kōmura mehreren Kabinetten als Außen-, Justizminister und als Chef der Wirtschaftsplanungsbehörde an. Zuletzt war er unter Premierminister Shinzō Abe Verteidigungsminister, bevor ihn dessen Nachfolger Yasuo Fukuda im September 2007 zum Außenminister berief.
Seit Februar 2004 ist Masahiko Kōmura Vorsitzender der Parlamentariergruppe für die japanisch-chinesische Freundschaft (日中友好議員連盟, Nitchū Yūkō Giin Renmei).
Seit dem 26. September 2012 ist er der stellvertretende Vorsitzende der LDP.
Zur Unterhauswahl 2017 zog sich Kōmura als Unterhausabgeordneter zurück. Die LDP-Kandidatur im Wahlkreis Yamaguchi 1 übernahm sein ältester Sohn Masahiro, der den Sitz mit Zweidrittelmehrheit gewann. Als LDP-Vizevorsitzender blieb Masahiko Kōmura nach Wunsch des Vorsitzenden Abe aber noch im Amt; die Amtszeit des Parteipräsidiums lief regulär im September 2018 aus. Nach Kōmuras Rückzug blieb der Posten des stellvertretenden Parteivorsitzenden vakant; er selbst wurde zum „höchsten Berater“ der „Zentrale zur Förderung einer Verfassungsänderung“ (憲法改正推進本部, kenpō kaisei suishin honbu) der LDP ernannt.

## Auszeichnungen
- 1999: Großes Goldenes Ehrenzeichen am Bande für Verdienste um die Republik Österreich[4]